# Zuzana Štefečeková
Zuzana Štefečeková (Nitra, 15 gennaio 1984) è una tiratrice a volo slovacca, vincitrice di due medaglie d'argento ai Giochi olimpici di Pechino 2008 e a Londra 2012 e di una medaglia d'oro ai Giochi olimpici di Tokyo 2020..

## Palmarès

### Giochi olimpici
- 3 medaglie:
  - 2 argenti (trap a Pechino 2008; trap a Londra 2012).
  - 1 oro (trap a Tokyo 2020).

### Campionati mondiali
- 3 medaglie:
  - 1 oro (trap a Monaco 2010).
  - 1 argento (trap a Belgrado 2011).
  - 1 bronzo (trap a Nicosia 2003).

### Campionati mondiali juniores
- 1 medaglia:
  - 1 bronzo (trap a Lahti 2002).

### Campionati europei
- 9 medaglie:
  - 1 oro (double trap a squadre miste a Leobersdorf 2018
  - 5 argenti (trap a Nicosia 2008; trap a Kazan' 2010; trap a Suhl 2013), trap a squadre miste e double trap individuale a Leobersdorf 2018.
  - 3 bronzi (trap a Maribor 2006; trap a squadre a Suhl 2013, trap a Leobersdorf 2018).

### Campionati europei juniores
- 1 medaglia:
  - 1 bronzo (trap a Lonato 2002).